# NGC 427

NGC 427

NGC 427 هي مجرة تتبع كوكبة معمل النحات. اكتشفها جون هيرشل في 25 سبتمبر 1834.

## روابط خارجية
- NGC 427 على موقع ويكي سكاي: DSS2, SDSS, GALEX, IRAS, Hydrogen α, X-Ray, Astrophoto, Sky Map, Articles and images